# Serrezuela de Valsalobre
El monumento natural Serrezuela de Valsalobre es un espacio natural español ubicado en la provincia de Cuenca.

## Ubicación y estatus
La serrezuela de Valsalobre se encuentra en el término municipal conquense de Valsalobre, en la comunidad autónoma de Castilla-La Mancha. El espacio comprende una superficie de 734,5 ha. El lugar fue declarado como monumento natural el 13 de mayo de 2003, mediante un decreto publicado el 6 de junio de ese mismo año en el Diario Oficial de Castilla-La Mancha, con la rúbrica del presidente de la comunidad autónoma, José Bono, y del consejero de Agricultura y Medio Ambiente, Alejandro Alonso Núñez.

## Descripción
La serrezuela de Valsalobre se engloba dentro de la serranía de Valsalobre en el extremo noreste de la alta serranía conquense. La Serrezuela se sitúa en la culminación de una muela que está formada por materiales carbonatados del Cretácico y del Jurásico, donde los elementos calizos y dolomíticos, que presentan características favorables para la disolución, originan en la serrezuela de Valsalobre, modelados kársticos, tanto endo como exokársticos, de gran importancia. También resalta el alto valor intrínseco de esta Serrezuela, por su representatividad como modelo geológico y por la diversidad y gran desarrollo de los elementos geomorfológicos en ella albergados, ya que los procesos geomorfológicos, estructurales e hidrológicos que aquí se dan, son sumamente interesantes.
Dentro del modelado kárstico, destaca el gran desarrollo de la red endokárstica, siendo importante también la presencia de macrolapiaces y la diversidad y profusión de depresiones cerradas. En este espacio se encuentra la sima conocida como Juan Herranz II, en la que existen galerías horizontales, lo cual es un fenómeno poco frecuente, aparte de salas en las que se encuentran una notable cantidad de espeleotemas. Esta última característica es habitual en otras simas de la zona, como ocurre en la sima conocida como Juan Herranz I. La sima Juan Herranz II es la cavidad más importante de la Serrezuela, ya sea por su desarrollo horizontal, por la profundidad alcanzada en ella, así como por presentar en las galerías inferiores un curso activo. Además de estos elementos, es importante la existencia de un gran número de relieves ruiniformes, dolinas y depresiones cerradas, conocidas en la zona como Campo de Dolinas. Estas depresiones actúan como sumideros que conectan con la red endokárstica.
La formación boscosa de la Serrezuela alberga, a su vez, a un gran número de especies de fauna. Destaca la comunidad de lepidópteros, ya que esta zona se encuentra en una de las mayores áreas de distribución de la Graellsia isabelae, especie considerada de interés especial en el Catálogo Regional de Especies Amenazadas de Castilla-La Mancha. También, la presencia de Steropleurus ortegai, ortóptero endémico de la serranía de Cuenca e igualmente catalogado de interés especial, supone un valor añadido, el cual encuentra en la orla espinosa dominada por los espinares de Berberis vulgaris, el estrato arbustivo idóneo para su desarrollo. Otra especie a destacar, es el gato montés (Felis silvestris), especie considerada de interés especial dentro del Catálogo Regional de Especies Amenazadas.